# Yu Xin
Yu Xin (于鑫S, Yú XīnP; 23 febbraio 1977) è un'ex discobola cinese.

## Palmarès
| Anno | Manifestazione | Sede   | Evento           | Risultato | Misura  | Note |
| ---- | -------------- | ------ | ---------------- | --------- | ------- | ---- |
| 2000 | Olimpiadi      | Sydney | Getto del peso   | 24ª       | 16,18 m |      |
| 2000 | Olimpiadi      | Sydney | Lancio del disco | 13ª       | 58,34 m |      |